# II. Ka
II. Ka az I. dinasztia óegyiptomi királya. Másodikként említik, megkülönböztetve a szintén Ka néven ismert predinasztikus uralkodótól. Regnálása és személye meglehetősen ismeretlen. A Szemerkhet nevével együtt előforduló neve, illetve Szemerkhet Ka sírja közelében feltárt sztéléje alapján feltehető, hogy elődje fia volt, ezen túl semmi tényszerű esemény nem említhető a korából. Hagyományosan Manethón királylistájának Ubienthész nevével azonosítják, de a Bienekhész névváltozat is előfordul.

## Uralkodása
Ka az I. dinasztia utolsó uralkodója, utódját, Hotepszehemuit már a II. dinasztiába soroljuk. Nem világos, hogy a mai dinasztiaszámozás alapját jelentő Manethón-féle királylista miért kezdett új dinasztiát Hotepszehemui uralkodásával. Az uralkodó székhelye változatlan, családi viszonyukról semmit sem tudunk. Ugyanakkor a dinasztiák közötti kiskorszakhatárt független régészeti adatok is megerősítik, így Ka sírja az utolsó az Umm el-Qa'ab nevű temetőben (csak később, Peribszen és Haszehemui temetkezett még ide), Ka az utolsó, akinek sírját melléktemetkezések (emberáldozatok) kísérik és ezek száma is mindössze 26 darab. Valamilyen változás történt, de ennek jellege homályos. Ugyanakkor Ka sírja méreteit tekintve közelíti a korábbiakat, Den és Dzser sírjának méreteit, 30 méter hosszú és 23 méter széles. A sírt a Kairói Német Régészeti Intézet tárta fel 1993-ban, és itt megtalálták utódjának, Hotepszehemuinak pecsétjeit. A dinasztiaváltás tehát valószínűleg békésen ment végbe.
A korábban Kának tulajdonított, Emery által 1954-ben feltárt szakkarai 3505-ös sír egy Merha nevű papé volt. Az itt előkerült Szeneferka név alapján esetleg a Ka nevet később kibővítette, vagy utódja nem Hotepszehemui volt.

## Kapcsolódó cikkek

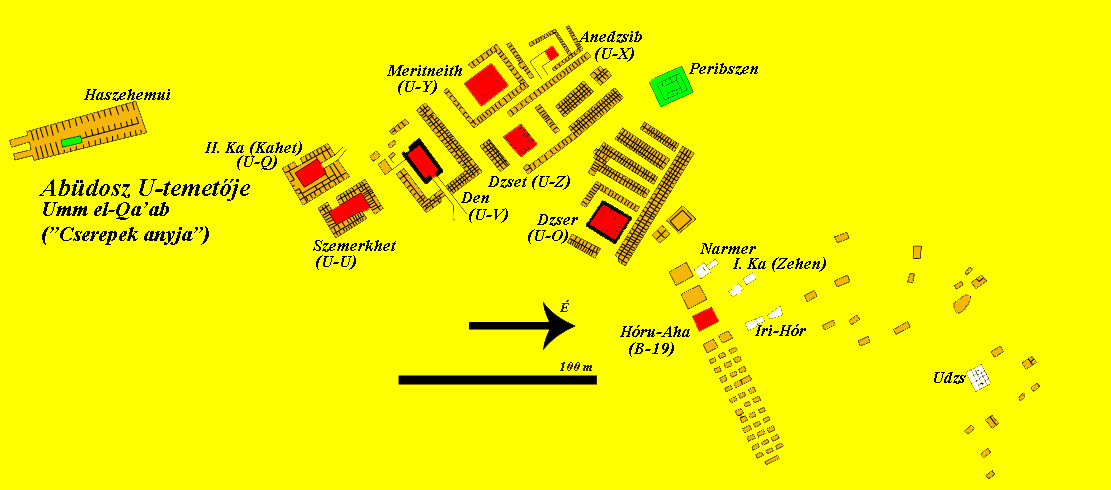
Az abüdoszi temető (Umm el-Kaáb) II. Ka sírjával